# Onomastikon
Onomastikon (altgriechisch ὀνομαστικόν, von ὄνομα ‚Name‘; Plural Onomastika) bezeichnet Werke antiker Gelehrsamkeit, deren Gegenstand die Zusammenstellung und Untersuchung von Namen und Begriffen eines bestimmten Fachgebiets war. Dabei wurden die Begriffe nicht wie in einem Lexikon alphabetisch aufgeführt, sondern entsprechend ihrer Bedeutungszusammenhänge zusammengestellt. Die alphabetische Sortierung wurde zwar bereits im 1. Jahrhundert für Wörterbücher verwendet (Marcus Verrius Flaccus), für allgemeine Zusammenstellungen von Namen, Erklärungen und Definitionen war aber bis in die Spätantike das Onomastikon die gebräuchliche Form.

## Einzelne Onomastika
Von den folgenden Werken sind (wenn nicht anders vermerkt) höchstens Fragmente überliefert. Die Anordnung ist ungefähr chronologisch.
- Gorgias Onomastikón
- Demokrit Onomastikon
- Kallimachos Ethnikaí onomasíai (Ἐθνικαὶ ὀνομασίαι ‚Benennungen von Völkern‘)
- Eratosthenes Skeuographikón (Σκευογραφικόν; Bezeichnungen von Hausgeräten) und Architektonikón (Ἀρχιτεκτονικόν Begriffe aus dem Handwerk)
- Apollonios Nautika (Ναυτικά, Begriffe aus der Seefahrt)[1]
- Amerias Rhizotomikón (Ῥιζοτομικόν, Namen von Heilpflanzen)
- Soranos Iatrika onomata (Ἰατρικὰ ὀνόματα, Arzneibezeichnungen)
- Artemidor von Tarsis Opsartytikai glossai (Ὀψαρτυτικαὶ γλῶσσαι ‚Ausdrücke der Köche‘)
- Tryphon  Phytiká (Φυτικά, Namen essbarer Pflanzen)
- Philemon von Aixone Attika onomata (Ἀττικὰ ὀνόματα, attische Namen)
- Galenos  Politika onomata (Πολιτικὰ ὀνόματα, Begriffe der Alltagssprache aus der Komödie)
- Pamphilos von Alexandria Peri glosson kai onomaton (Περὶ γλωσσῶν καὶ ὀνομάτων ‚Über Glossen und Namen‘)
- Iulius Pollux Onomastikon (erhalten in einer von Arethas von Caesarea bearbeiteten Fassung)
- Sueton Liber de genere vestium (in Griechisch) und De vitiis corporalibus
- Nonius Marcellus Compendiosa Doctrina (in Teilen erhalten)
- Eusebius von Caesarea Περι τῶν τοπικῶν ὀμομάτῶν, Kurztitel Onomastikon (alphabetisch geordnete Behandlung biblischer Ortsnamen, erhaltener vierter und letzter Teil einer vierteiligen Arbeit, die in den übrigen Schriften biblische Völkernamen und Geographie Palästinas und Jerusalems behandelte[2])
- Hieronymus De situ et nominibus locorum hebraicorum (lateinische Übersetzung und Überarbeitung des Onomastikon des Eusebius; erhalten[2])
- Hieronymus Liber interpreationis hebraicorum nominum (Behandlung biblischer Eigennamen auf Grundlage griechischer Quellen; erhalten)
- Isidor von Sevilla Etymologiae (umfassende Enzyklopädie in 20 Büchern, die Eigennamen u. a. in Verbindung mit biblischen Personen (Buch VII), Personen und Gottheiten der griechisch-römischen Antike (Buch VIII), Tieren (Buch XII), Pflanzen (Buch XVII) und geographischen Orten (Buch XIV) behandelt; erhalten)